# Dillsboro (Indiana)
Dillsboro és una població dels Estats Units a l'estat d'Indiana. Segons el cens del 2000 tenia 1.436 habitants.

## Demografia
Segons el cens del 2000, Dillsboro tenia 1.436 habitants, 550 habitatges, i 352 famílies. La densitat de població era de 549 habitants per km².
Dels 550 habitatges en un 32,9% hi vivien nens de menys de 18 anys, en un 46,5% hi vivien parelles casades, en un 12,7% dones solteres, i en un 36% no eren unitats familiars. En el 31,1% dels habitatges hi vivien persones soles el 17,6% de les quals corresponia a persones de 65 anys o més que vivien soles. El nombre mitjà de persones vivint en cada habitatge era de 2,39 i el nombre mitjà de persones que vivien en cada família era de 2,99.
Per edats la població es repartia de la següent manera: un 23,7% tenia menys de 18 anys, un 8,8% entre 18 i 24, un 24,7% entre 25 i 44, un 18,5% de 45 a 60 i un 24,3% 65 anys o més.
L'edat mediana era de 39 anys. Per cada 100 dones de 18 o més anys hi havia 78,8 homes.
La renda mediana per habitatge era de 28.462$ i la renda mediana per família de 38.750$. Els homes tenien una renda mediana de 31.196$ mentre que les dones 21.250$. La renda per capita de la població era de 14.984$. Entorn del 8,9% de les famílies i el 10,5% de la població estaven per davall del llindar de pobresa.

## Poblacions més properes
El següent diagrama mostra les poblacions més properes.